# Lithobius beshkovi
Lithobius beshkovi är en mångfotingart som först beskrevs av Matic och Stauropulos 1988.  Lithobius beshkovi ingår i släktet Lithobius och familjen stenkrypare.
Artens utbredningsområde är Grekland. Inga underarter finns listade i Catalogue of Life.